# Pycnandra griseosepala
Pycnandra griseosepala là một loài thực vật có hoa trong họ Hồng xiêm. Loài này được Vink miêu tả khoa học đầu tiên năm 1957.